# بام غريني
بام غريني (بالإنجليزية: Pam Greene)‏ هي عداءة سريعة أمريكية، ولدت في 15 فبراير 1954 في دنفر في الولايات المتحدة.

## وصلات خارجية
- بام غريني على موقع أوليمبيديا (الإنجليزية)